# Светски фестивал омладине и студената
Светски фестивал омладине и студената је међународна манифестација коју су организовали Светска федерација демократске омладине и Међународна унија студената након 1947. године. У почетку плуралистички, догађај је постао излаз за совјетску пропаганду за страну публику током хладног рата.

## Историја
Фестивал се редовно одржава од 1947. године као догађај глобалне солидарности младих за демократију и против рата и империјализма. Највећи фестивал био је шести, одржан 1957. у Москви, када је догађају присуствовало 34.000 младих из 131 земље. Овај фестивал, такође, је обележио међународни деби песме  Подмосковске вечери, која је потом постала можда најпризнатија руска песма на свету. До деветнаестог фестивала у Сочију, у Русији 2017. године (са 185 земаља које су учествовале), највећи фестивал по броју земаља са учесницима био је тринаести, одржан 1989. у Пјонгјангу када је догађају присуствовало 177 земаља.
| Број | Годинa | Лого | Држава          | Град домаћин   | Учесници | Броја заступљених земаља |
| ---- | ------ | ---- | --------------- | -------------- | -------- | ------------------------ |
| 1.   | 1947   |      | Чехословачка    | Праг           | 17.000   | 71                       |
| 2.   | 1949   |      | Мађарска        | Будимпешта     | 20.000   | 82                       |
| 3.   | 1951   |      | Источна Немачка | Источни Берлин | 26.000   | 104                      |
| 4.   | 1953   |      | Румунија        | Букурешт       | 30.000   | 111                      |
| 5.   | 1955   |      | Пољска          | Варшава        | 30.000   | 114                      |
| 6.   | 1957   |      | Совјетски Савез | Москва         | 34.000   | 131                      |
| 7.   | 1959   |      | Аустрија        | Беч            | 18.000   | 112                      |
| 8.   | 1962   |      | Финска          | Хелсинки       | 18.000   | 137                      |
| 9.   | 1968   |      | Бугарска        | Софија         | 20.000   | 138                      |
| 10.  | 1973   |      | Источна Немачка | Источни Берлин | 25.600   | 140                      |
| 11.  | 1978   |      | Куба            | Хавана         | 18.500   | 145                      |
| 12.  | 1985   |      | Совјетски Савез | Москва         | 26.000   | 157                      |
| 13.  | 1989   |      | Северна Кореја  | Пјонгјанг      | 22.000   | 177                      |
| 14.  | 1997   |      | Куба            | Хавана         | 12.325   | 136                      |
| 15.  | 2001   |      | Алжир           | Алжир          | 6500     | 110                      |
| 16.  | 2005   |      | Венецуела       | Каракас        | 17.000   | 144                      |
| 17.  | 2010   |      | Јужна Африка    | Преторија      | 15.000   | 126                      |
| 18.  | 2013   |      | Еквадор         | Квито          | 8500     | 80                       |
| 19.  | 2017   |      | Русија          | Сочи           | 30.000   | 185                      |

## Галерија
- Будимпешта 1949.
- Источни Берлин 1951, деца која држе мандолине и хармонику испред заставе (са Стаљиновим лицем).